# کلویی چری
کلویی چری (انگلیسی: Chloe Cherry؛ زادهٔ ۲۳ اوت ۱۹۹۷) بازیگر، بازیگر پورنوگرافی و مدل عکاسی اروتیک اهل ایالات متحده آمریکا است. وی از سال ۲۰۱۵ میلادی تاکنون مشغول فعالیت بوده است.
از فیلم‌ها یا برنامه‌های تلویزیونی که وی در آن نقش داشته است می‌توان به سرخوشی اشاره کرد.